# 慧灌
慧灌（えかん、生没年不詳）は、飛鳥時代に高句麗王が日本の朝廷に貢上し、来日した僧。日本の三論宗の祖。

## 概要
初め隋に入って中国の嘉祥大師（吉蔵）から三論教学を学んだ。『日本書紀』によると、625年（推古33年）正月高句麗王が日本の朝廷に貢上して来朝した（貢上＝「貢物を差し上げる」）。勅命により元興寺に住した。同じ年の夏は旱魃となり、その際、三論を講じて僧正に任じられたというが、一説によれば孝徳天皇のときに僧正に任じられたともいう。その後、河内国に井上寺（いかみじ）を建立し、三論宗を広めた。その後、福亮や智蔵に受け継がれ、智蔵は入唐し、三論教学を学び、法隆寺に住した。その後、道慈に受け継がれ、道慈は入唐し、三論教学を学び、大安寺に住した。